# Collimonas silvisoli
Collimonas silvisoli es una especie de  bacteria gramnegativa del género Collimonas. Fue descrita en el año 2021. Su etimología hace referencia a suelo de bosque. Es aerobia e inmóvil. Forma colonias blancas, traslúcidas, lisas y convexas en agar R2A tras 48 horas de incubación. Temperatura de crecimiento entre 4-37 °C, óptima de 28-30 °C. Catalasa y oxidasa positivas. Tiene un genoma con un tamaño de 5,6 Mpb y contenido de G+C de 57,1%. Se ha aislado de suelo de bosque en China. 